# 西铭
《西銘》又名《訂頑》，是張載作品《正蒙·乾稱篇》中的一篇文章。在四庫全書中為子部儒家類。提出“民吾同胞，物吾与也”。
最早張載作有《訂頑》，記錄於學堂雙牖的右側，全文僅253字。程頤將《訂頑》改稱為《西銘》，並獨立成一篇文章，程頤稱：「孟子之後，只有《原道》一篇，其間言語固多病，然大要盡近理。若《西銘》則是《原道》之宗祖也。《原道》卻只說道元，未到《西銘》意思。據張子厚之文，醇然無出此文也。自孟子後，蓋未見此書。」。乾道八年（1172年），朱熹作《太極解》與《西銘解》。南宋學者多不同意朱熹之說，因此朱熹曾與汪應辰、陸子美、林栗、郭雍等人進行《西銘》論戰。近代學者韋政通認為：「《西銘》全文最可貴的是因為它表現了『民吾同胞，物吾與也』的博愛精神。人所以能有這種精神是基於『天地之塞吾其體，天地之帥吾其性』的天人一本的形上肯定。……至於『尊高年，所以長其長；慈孤弱，所以幼其幼，……凡天下疲癃殘疾，煢獨鰥寡，皆吾兄弟之顛連而無告者也』云云，則是博愛精神的具體說明，也就是能體天之德的表現。這樣橫渠使天人合一論不只限於成聖成賢的修養，也包括仁愛與民本精神的發揚，而達成成聖成賢的終極目標。這是一個新的發展。」何炳棣認為朱熹對《西銘》的瞭解最為深刻。
張載另著有《東銘》，朱熹亦肯定《東銘》有「開警後學」之功，但其「意味有窮」，於下學功夫「猶有未盡」。